# Psammobatis extenta
Psammobatis extenta é uma espécie de peixe da família Arhynchobatidae.

Pode ser encontrada nos seguintes países: Argentina, Brasil e Uruguai.
O seu habitat natural é o mar aberto.